# 吉爾莫爾 (愛達荷州)
吉爾莫爾（英語：Gilmore）是位於美國愛達荷州萊姆哈伊縣的一個非建制地區。該地的面積和人口皆未知。

## 地理
吉爾莫爾的座標為44°27′32″N 113°16′11″W / 44.45889°N 113.26972°W，而該地的平均海拔高度為2180米（即7152英尺）。